# Parc d'État des Blue Mounds
Pour les articles homonymes, voir Blue Mound (homonymie).
Cet article concerne parc d'État du Minnesota. Pour parc du Wisconsin, voir Parc d'État de Blue Mound.
Le Parc d'État des Blue Mounds (en anglais : Blue Mounds State Park) est une réserve naturelle située dans l'État du Minnesota aux États-Unis dans le Comté de Rock, près de la ville de Luverne. Elle abrite des troupeaux de bisons qui vivent sur l'une des prairies de l'état. Géologiquement, le parc se trouve sur des terrains datant du Précambrien.
Cette aire protégée abrite un district historique inscrit au Registre national des lieux historiques depuis le 25 octobre 1989, les Blue Mounds State Park WPA/Rustic Style Historic Resources.

## Vie sauvage
Le parc abrite une petite population de coyotes et de cerfs, ainsi que divers oiseaux.

### Troupeau de bisons
En 1961, trois bisons ont été acquis auprès du Fort Niobrara National Wildlife Refuge au Nebraska. En 2012, le Minnesota Zoo et le Minnesota Department of Natural Resources ont conclu un accord pour former un partenariat et développer un Minnesota Bison Conservation Herd. En 2017, un taureau avec une génétique Yellowstone a été ajouté au troupeau. La diversité génétique permet d'avoir des populations plus saines puisque le parc participe à la conservation des bisons. La taille du troupeau varie d'environ 65 animaux en hiver à une centaine en été, après la naissance des veaux. Pour maintenir la population à un niveau durable, des individus sont vendus lors d'une vente aux enchères à l'automne. L'aire de répartition des bisons est clôturée et les visiteurs sont avertis de ne pas s'approcher lorsque ces animaux forts et imprévisibles sont près de la clôture.

## Histoire culturelle
Selon le folklore local, le monticule était utilisé comme un saut de bison avant la colonisation européenne, mais aucune preuve archéologique n'a encore été trouvée pour le vérifier. Le sol du monticule était trop mince et parsemé de rochers pour l'agriculture, ce qui l'a préservé de la charrue, bien qu'il ait été pâturé.
Le parc a été établi à l'origine au nord du Blue Mound dans le but de fournir une aide au travail pendant la Grande Dépression et des loisirs aquatiques. Les équipes de la WPA ont construit deux barrages sur le ruisseau Mound, créant ainsi les lacs Upper Mound et Lower Mound - respectivement 7,3 hectares (18 acres) et 11 hectares (28 acres) - et des installations telles que des terrains de pique-nique et une maison de plage. La réserve récréative de Mound Springs, d'une superficie de 79 hectares, a été ouverte en 1937. Dans les années 1950, des arbres ont été plantés autour des lacs et du terrain de camping. Le barrage inférieur a été détruit par une inondation en juin 2014, drainant le lac Lower Mound, et en juin 2016, le ministère des Ressources naturelles du Minnesota a annoncé que le barrage ne serait pas reconstruit.
Des terres ont été ajoutées en 1955 et 1961, date à laquelle le nom a été changé en Blue Mounds State Park. D'autres terres ont été autorisées en 1963 et 1965 pour inclure l'ensemble de Blue Mound et les propriétés situées de part et d'autre. L'État a acheté la maison de Frederick Manfred en 1972 pour en faire un centre d'interprétation, bien qu'il l'ait laissé vivre là pendant trois ans de plus. Comme la maison se trouvait à l'extrémité sud du monticule et que la partie développée du parc se trouvait à l'extrémité nord, une route de liaison a été tracée à travers le sommet. Dans les années 1970, les défenseurs locaux de l'environnement ont fait pression sur l'État pour qu'il abandonne ce projet, invoquant l'impact sur l'environnement au sommet du monticule. En 1986, une route a été pavée depuis la maison vers le sud jusqu'à une route départementale, de sorte que les visiteurs du centre d'interprétation doivent faire une randonnée depuis le nord ou contourner le parc en voiture pour atteindre l'entrée sud.
En 1989, les aménagements WPA ont été inscrits au Registre national des lieux historiques en tant que district historique de 24 hectares. Le district contient cinq propriétés contributives - quatre structures et un bâtiment : Le barrage supérieur, le lac Upper Mound, le barrage inférieur, le lac Lower Mound (tous créés en 1938) et des latrines (construites en 1939-1942) situées près de l'actuel terrain de camping. Ils sont considérés comme importants d'un point de vue historique en tant qu'exemples de l'aide au travail et du développement récréatif du gouvernement fédéral du New Deal dans le sud-ouest du Minnesota, et importants d'un point de vue architectural pour leur conception rustique unique du National Park Service utilisant la quartzite sioux. Les deux barrages sont particulièrement remarquables, se fondant dans les parois rocheuses naturelles du ruisseau, une application exceptionnelle du style rustique à des structures utilitaires.

## Incidents
Le Blue Mounds State Park a été le théâtre d'un meurtre le 20 mai 2001, lorsque Carrie Nelson, alors âgée de 20 ans, a été battue à mort alors qu'elle travaillait seule dans le bureau du parc. Un coroner a déclaré que les blessures à la tête semblaient indiquer qu'elle avait été frappée avec une pierre. Le tueur a apparemment volé environ 2 000 dollars dans les caisses du parc. L'affaire est restée non résolue pendant six ans, jusqu'à ce qu'en mai 2007, lors d'une vérification de routine des échantillons d'ADN de détenus dans le Dakota du Sud, la police trouve une correspondance avec les échantillons d'ADN prélevés sur la scène du crime. Les échantillons ont permis de relier Randy Leeroyal Swaney, 35 ans, au meurtre. Il purgeait une peine pour un cambriolage commis en 2004. En août 2008, Randy Swaney a été condamné à la prison à vie.